# Mistrovství Evropy v zápasu řecko-římském 1938
Mistrovství Evropy v zápasu řecko-římském 1938 se konalo v Tallinu, Estonsko.

## Výsledky

### Muži
| Kategorie | Zlato              | Stříbro             | Bronz               |
| --------- | ------------------ | ------------------- | ------------------- |
| 56 kg     | Väinö Perttunen    | Kurt Pettersén      | Ferdinand Schmitz   |
| 61 kg     | Kustaa Pihlajamäki | Egon Svensson       | Egil Solsvik        |
| 66 kg     | Lauri Koskela      | Heinrich Nettesheim | Gösta Andersson     |
| 72 kg     | Fritz Schäfer      | Rudolf Svedberg     | Antti Mäki          |
| 79 kg     | Ivar Johansson     | Georgs Ozoliņš      | Voldemar Roolaan    |
| 87 kg     | Axel Cadier        | Nikolai Karklin     | Werner Seelenbinder |
| +87 kg    | Johannes Kotkas    | John Nyman          | Mehmet Çoban        |